# Prentenkabinet van Museum Boijmans Van Beuningen

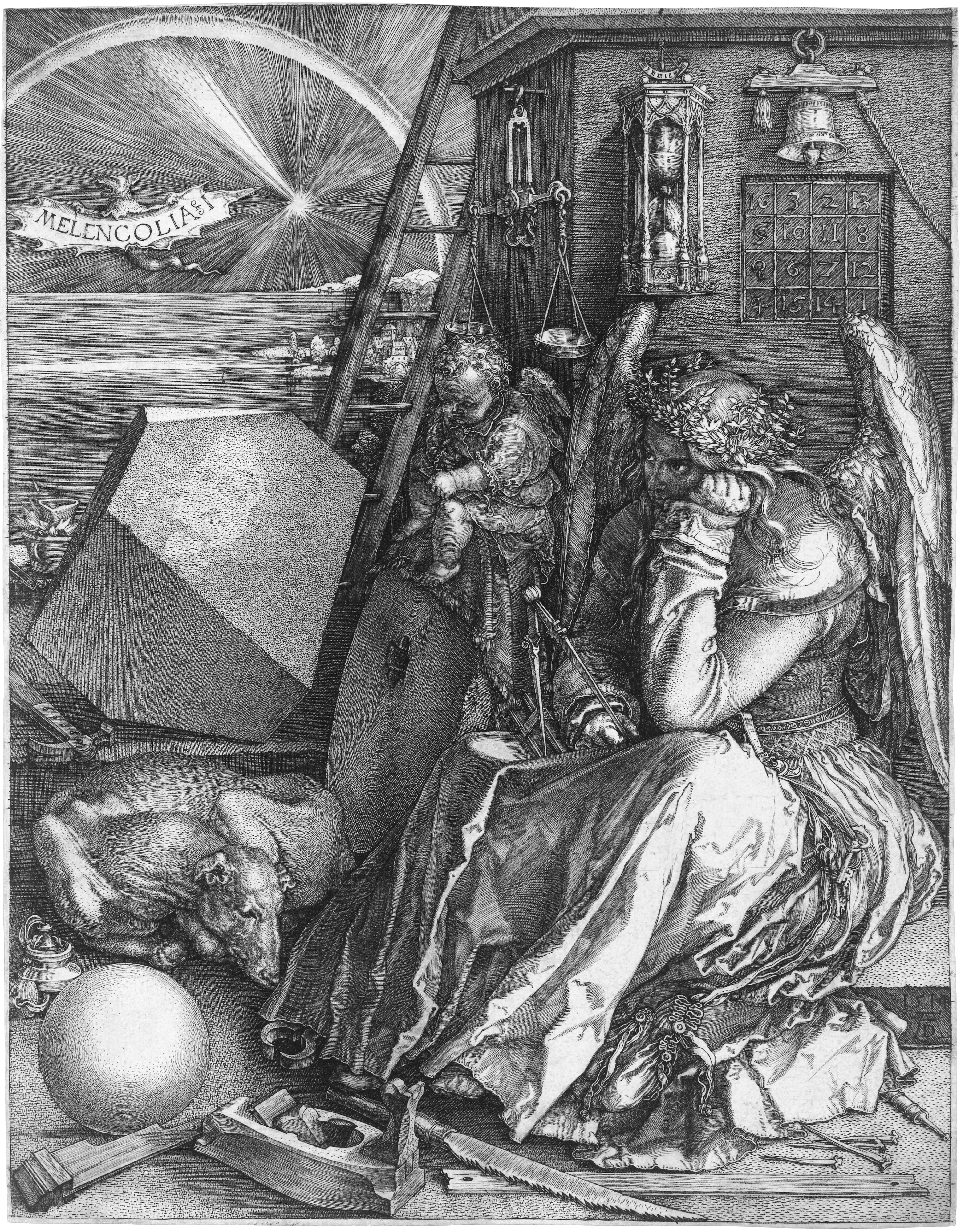
Albrecht Dürer: Melancolia I (1514)

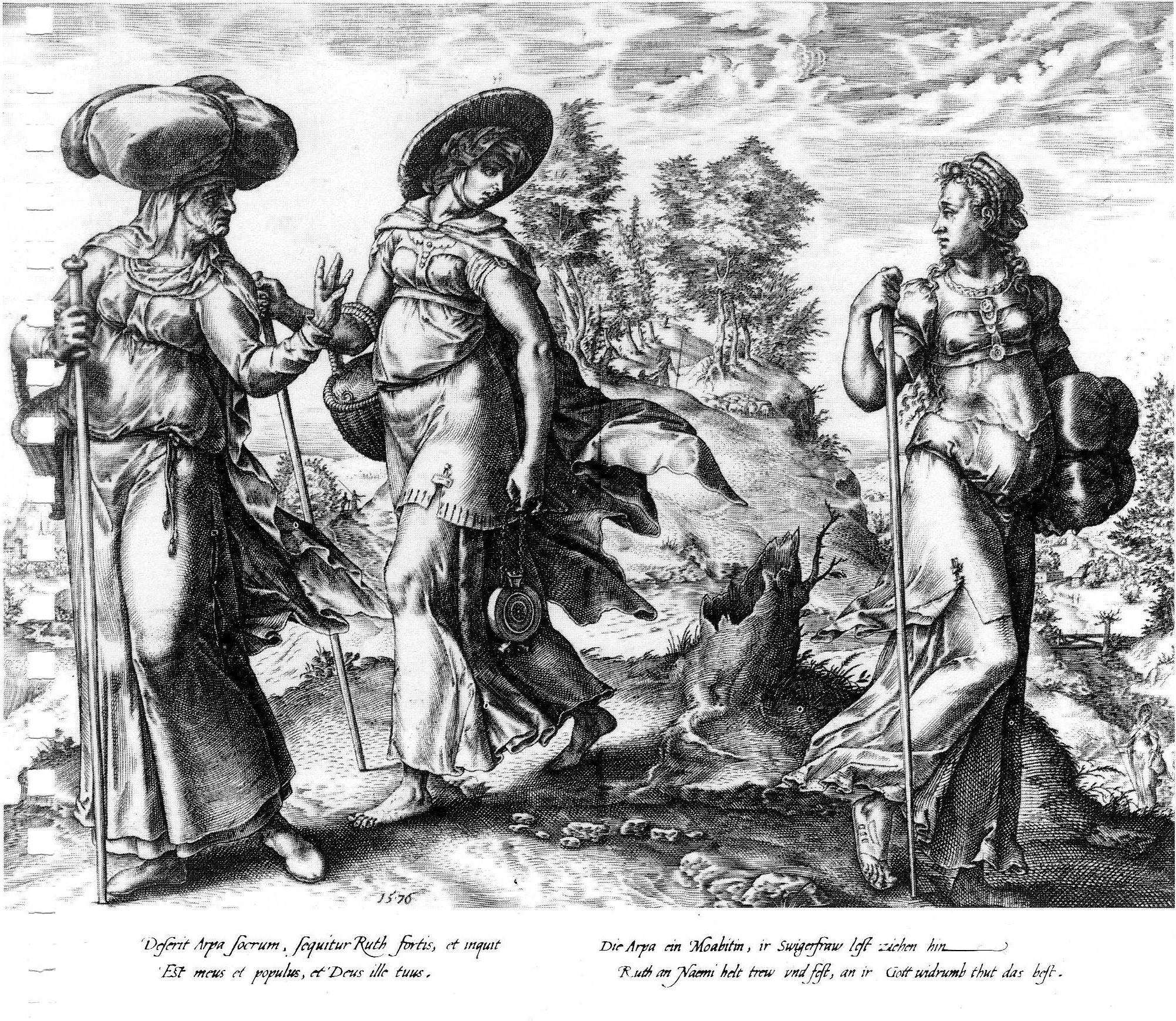
Hendrick Goltzius: Orpa verlaat Ruth en Naomi (1576)

Het Prentenkabinet van Museum Boijmans Van Beuningen is de collectie prenten van Museum Boijmans Van Beuningen in Rotterdam.

## Collectie
Het prentenkabinet beschikt over een omvangrijke verzameling grafisch werk, maar is voornamelijk bekend om de collectie tekeningen die tot de belangrijkste collecties ter wereld wordt gerekend.

Alle periodes vanaf de middeleeuwen tot de huidige tijd zijn in de collectie vertegenwoordigd.

## Selectie prenten en tekeningen
- Pisanello: tekening ca. 1420-1430 Vier studies van een vrouwelijk naakt, een annunciatie en twee zwemmende vrouwen
- Onbekende meester: houtsnede ca. 1465 Openbaringen 20:4-6
- Jheronimus Bosch: tekening 1480-1516 Uilennest
- Albrecht Dürer: boekillustratie ca. 1504-1525 Wapen van Pirckheimer, tekening ca. 1507-1509 studie voor voeten en gravure 1514 Melancolia I
- Hendrick Goltzius: gravure 1576 Orpa verlaat Ruth en Naomi
- Pieter Jansz. Saenredam: tekening 1636 Interieur van de St. Janskerk te Utrecht
- Rembrandt van Rijn: tekening ca. 1650-1652 Liggende leeuw
- Jean-Antoine Watteau: tekening 1716 L'indifférent
- Giovanni Battista Tiepolo: tekening 1750-1760 Stadsgezicht
- Francisco Goya: tekening 1812-1823
- Eugène Delacroix: tekening 1828 Faust en Mephisto
- Paul Cézanne: aquarel 1878-1882 Toits de l'Estaque

## Fotogalerij

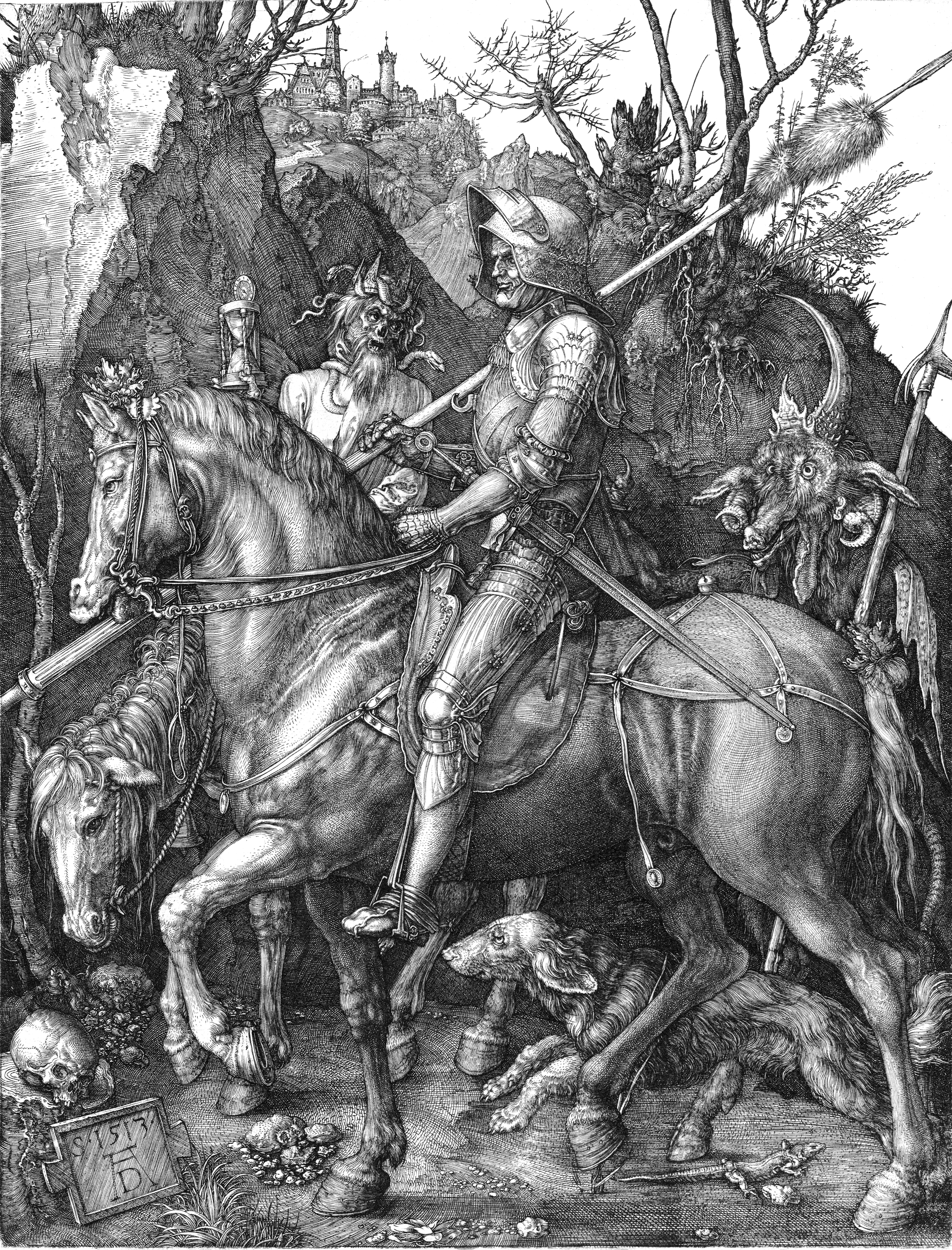
Albrecht Dürer: Ridder, Dood en de Duivel (Der Reuther)
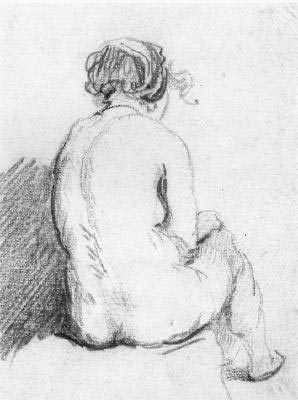
School van Rembrandt: Zittend naakt
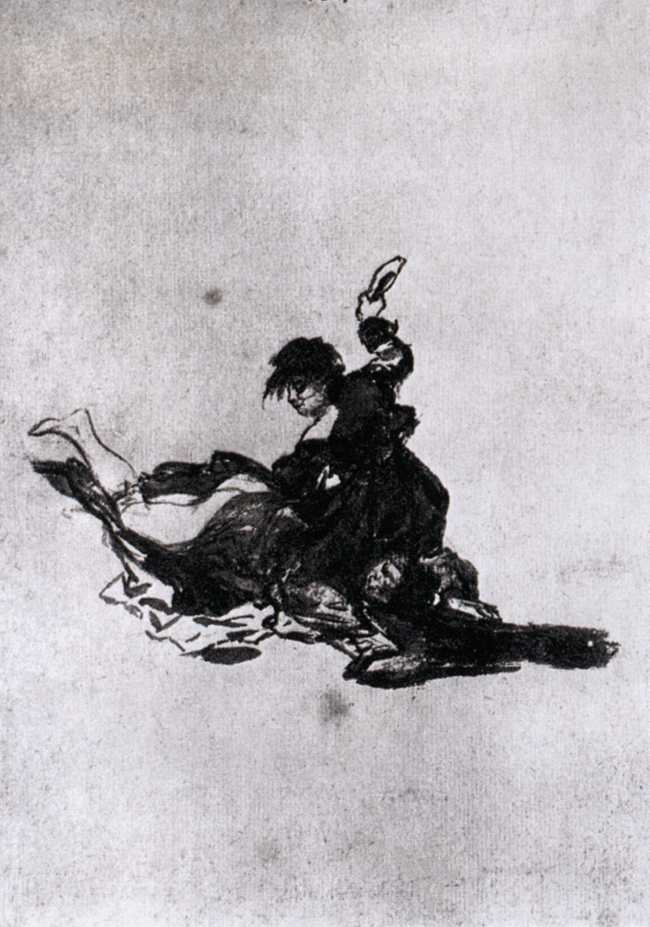
Francisco Goya:
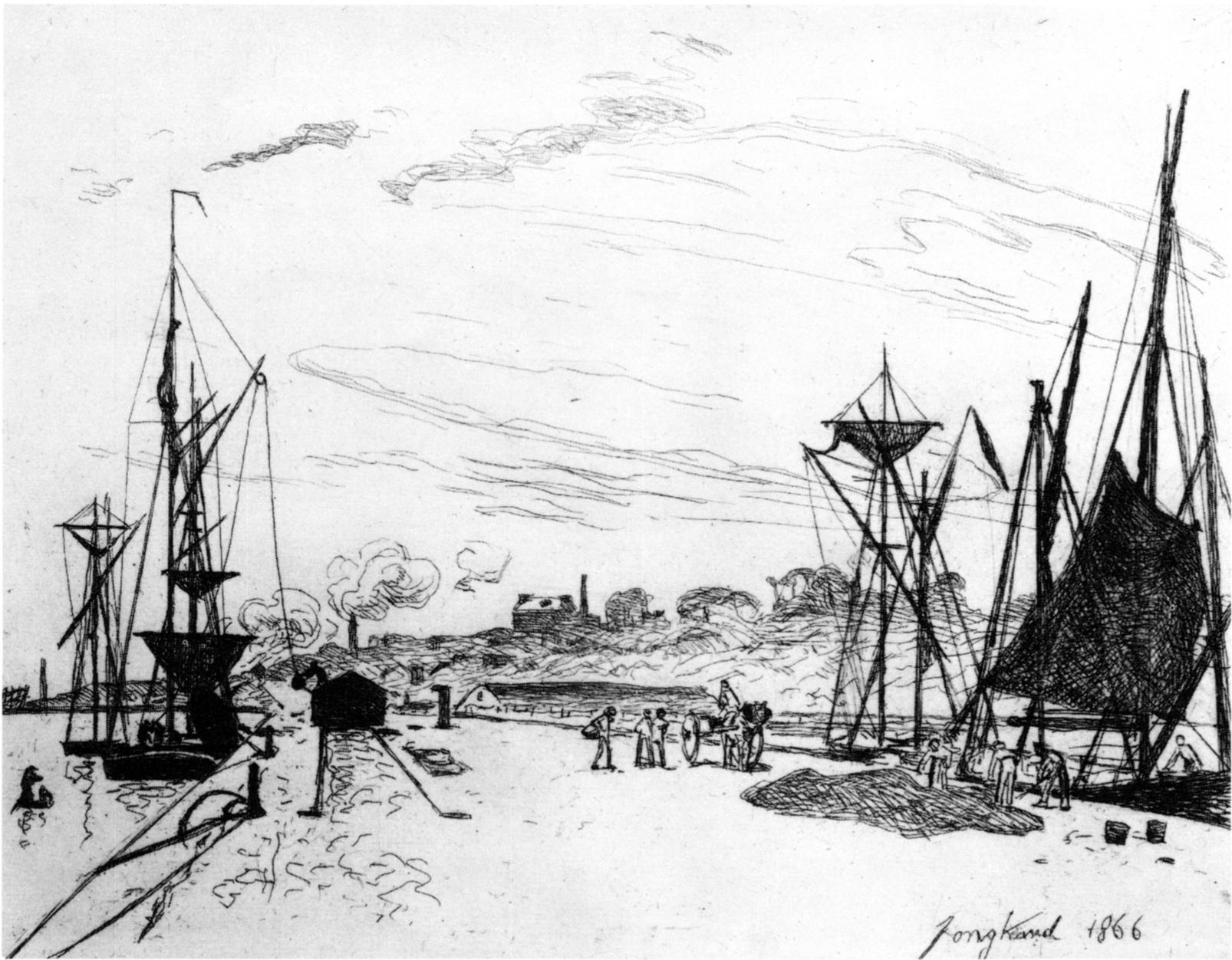
Johan Barthold Jongkind: Spoorweghaven Honfleur
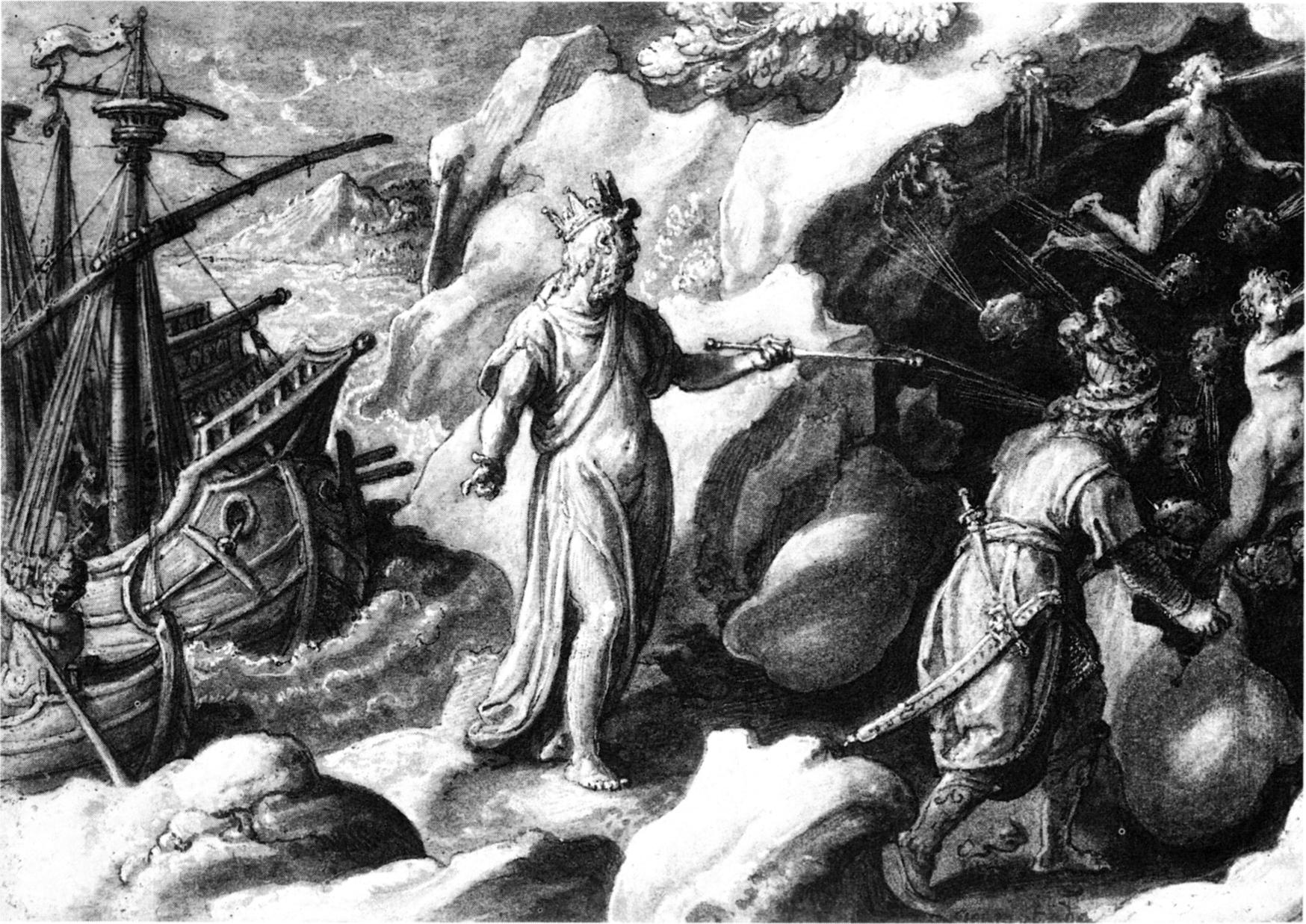
Jan van der Straet: Odysseus in de grot der winden